# Oreshika: Tainted Bloodlines
Oreshika: Tainted Bloodlines (jap. Originaltitel: 俺の屍を越えてゆけ２ Ore no Shikabane o Koete Yuke 2) ist ein Computer-Rollenspiel von Alfa System für die PlayStation Vita. Unterstützung bei der Entwicklung erhielt das Studio von Sonys Japan Studio. Es ist eine Fortsetzung zu dem 1999 für PlayStation veröffentlichten Titel Ore no Shikabane wo Koete Yuke. Es kam in Japan im Juli 2014, in Europa und den USA im März 2015 auf den Markt.

## Beschreibung
Oreshika: Tainted Bloodlines ist ein Mix aus Computer-Rollenspiel mit einer Form von Management-Simulation und spielt in derselben Spielwelt wie sein Vorgänger, allerdings 100 Jahre später und auch sonst ohne Verbindung zur Erzählung des Vorgängers. Hintergrund ist die vollständige Ermordung einer Samurai-Familie im Jahr 1118, da ihr die Schuld am Verschwinden der Staatsschätze Japans gegeben wird. Das Urteil wurde von Abe No Seimei, einem Magier im Dienste des Kaisers gefällt. Doch mit göttlicher Hilfe erwacht der Clan zu neuem Leben, allerdings mit gewissen Einschränkungen. Zum einen lebt kein Clan-Mitglied länger als zwei Jahre, zum anderen können sie sich nicht mit Normalsterblichen fortpflanzen. Damit die Familie nicht ausstirbt bedarf sie daher der Hilfe diverser Götter oder ähnlich verfluchter Clans, deren Anerkennung und Unterstützung sich jede Generation aufs Neue erkämpfen muss. Unterstützung erhält der Spieler von der Göttin Kochin, die ihm bei seinen Entscheidungen beratend zur Seite steht.
Durch Missionen, in deren Verlauf die Spielergruppe auf zahlreiche Oni-Gegner trifft, findet der Spieler wichtige Gegenstände und sammelt Anerkennung. Die Erkundung der Missionsgebiete läuft in Echtzeit, während die Kämpfe rundenbasiert sind. Für erfolgreiche Kämpfe gibt es Gegenstände und Erfahrungspunkte, durch die sich Figuren und ihre Fähigkeiten allmählich verbessern. Ebenso wichtig ist die dadurch angesammelte Anerkennung, mit der der Spieler den Fortbestand der Familie sichern kann. Je höher die Anerkennung, desto mächtigere Gottheiten erklären sich für die Zeugung eines gemeinsamen Nachkommen bereit. Durch die Wahl der passenden Zeugungspartner können die Fähigkeiten der Folgegenerationen und das Erbgut der Familie als Ganzes gezielt verbessert werden. Gesamtziel des Spiels ist die Wiedererlangung der fünf heiligen Gegenstände, die für die Aufrechterhaltung des weltlichen Gleichgewichts verantwortlich sind, und Rache an Abe No Seimei für die Ermordung des Clans.
Der Originaltitel bedeutet sinngemäß „nur über meine Leiche“. Stilistisch markant ist die grafische Darstellung in einem Wassermalfarben-Design, das an das Grafikdesign von Okami erinnert. Das Spiel kam im März 2015 auch auf den westlichen Märkte in einer lokalisierten Fassung zum Budgetpreis von 19,99 US-Dollar/Euro und ausschließlich als Download über das PlayStation Network in den Verkauf. Japan-Studio-Chef Allan Becker ging unter anderem wegen der Unbekanntheit des Vorgängers von keinen hohen Verkaufszahlen in den westlichen Märkten aus, da das Spiel sehr stark auf den Geschmack des japanischen Heimatmarktes zugeschnitten sei. Dennoch sah er ein gewisses Potential bei gewissen Nischengruppen und westlichen Fans japanischer Spiele.

## Rezeption
Die Kritiken für Oreshika: Tainted Bloodlines fielen meist positiv aus (Metacritic: 78 %).

„Bereits der Vorspann von Oreshika fährt ebenso schwere wie atmosphärische Geschütze auf – da überrascht es schon, dass die düstere Stimmung immer wieder umschlägt. Wenn Kochin Euren Gegner als Drecksack bezeichnet, mag das zunächst irritieren, aber der wilde Mix aus Emotionen, Spielelementen und Mechaniken hat System: Oreshika ist kein geradliniges J-RPG (Anm.: japanisches Rollenspiel) im Stil eines Dragon Quest. Die Präsentation wirkt ausgesprochen liebevoll, nur die hüftsteife Laufanimation in den Dungeons will nicht so gefallen. Ein großes Lob bekommt das Kampfsystem: Das ist taktisch, schnell verstanden, bietet immer neue Herausforderungen und kontrolliert sich butterweich. Das exotische Oreshika sei also Freunden ungewöhnlicher RPG-Ansätze wärmstens ans Herz gelegt.“

Das Spiel erreichte in der ersten Verkaufswoche in Japan Platz 2 der Gesamtverkaufscharts mit 93.775 verkauften Kopien. Laut des Marktforschungsinstituts Media Create waren die meisten Käufer hauptsächlich Fans des ersten Teils. Anders als in den Testberichten fielen die Kundenrezensionen bspw. auf der japanischen Amazonseite laut Siliconera nach Verkaufsstart eher negativ aus, da sich der Fokus des Spiels im Vergleich zum Vorgänger verschoben habe. Im Zentrum würde demnach statt des Clans zu sehr die Göttin Nueko stehen und der Spieler zu einem simplen Erfüllungsgehilfen Nuekos degradiert.